# Filó Tamás
Filó Tamás (Budapest, 1979. december 6. –)  visszavonult , korábbi NB I-es labdarúgó, edző.

## Pályafutása
1996 júliusában kezdte meg a profi karrierhét nevelő egyesületében, a III.kerületi TVE-ben. Még ebben az évben kölcsönadták az Érd csapatának,de később visszatért Óbudára. Innen az Eger csapatába igazolt, ezután a Videoton, majd a Diósgyőr következett. 2003-ban került Tatabányára, ahol 2005-ben bajnokságot nyert a másodosztályban. Ezután még 3 évig játszott NB I.-ben a Tatabánya színeiben, ahol csapatkapitány volt.
2007-ben a Budapest Honvédhoz igazolt, ahol elérte karrierje csúcsát, miután 2009-ben megnyerte a Magyar Kupát. Ezután több harmadosztályú klub után visszatért a kerülethez.

## Sikerei, díjai

### Klubokban
- Budapest Honvéd FC:
  - Kupagyőztes : 2009